# Heliodor Píka
Heliodor Píka (Štítina, 3 luglio 1897 – Praga, 21 giugno 1949) è stato un antifascista e generale cecoslovacco.
Figura di primo piano della resistenza al nazismo, nel secondo dopoguerra fu la prima vittima dei processi stalinisti in Cecoslovacchia in quanto accusato di spionaggio a favore dell'Inghilterra. Sarà definitivamente riabilitato solamente nel 1968

## Biografia
Heliodor Píka nacque il 3 luglio 1897 a Štítina, presso Opava. Nel 1915 terminò gli studi presso la scuola di grammatica ceca in Opava e mentre si apprestava agli studi universitari di farmacia, con lo scoppio della prima guerra mondiale, fu arruolato in un reggimento di fanteria a Opava. Un anno più tardi nel 1916, aderì alle Legioni cecoslovacche combattendo in Russia contro il bolscevismo.
Píka rimase in Russia fino al 1917, quando l'ordine Tomáš Masaryk spostò le Legioni cecoslovacche sul fronte occidentale e a Le Havre fu sottoposto con la sua unità ad un intensivo addestramento militare. Grazie ai suoi studi di farmacia fu designato al servizio sanitario. Incorporato il suo reggimento nella Legione straniera francese fu nominato responsabile della difesa contro il gas. Con il reggimento partecipò ai combattimenti sul fronte Alsaziano nella primavera del 1918, in Champagne e nell'Aisne. Fu decorato più volte, e fu elogiato per il servizio medico dedicato in prima linea ai combattenti feriti.
Rimpatriato il 9 gennaio 1919 in Cecoslovacchia come tenente, partecipò nel mese di maggio alla lotta contro la Polonia per la controversia relativa a Těšín. Nell'estate del 1919 fu trasferimento all‘accademia militare di Saint-Cyr in Francia. Completati gli studi nel 1920 divenne insegnante presso l'accademia militare di Hranice.
Nel 1921 si sposò con Maria Sehnalová e un anno dopo nacque il loro figlio chiamato Milan.
Nel 1923 promosso al grado di capitano prestò servizio presso lo stato maggiore dell'esercito cecoslovacco a Praga. Negli anni 1926-'28 con tre ufficiali cecoslovacchi si laureò presso l'Università di Parigi.
Nel 1932 diventò addetto militare a Bucarest ricoprendo la carica fino al 1937, quando fu trasferito al Ministero della Difesa.
Nel corso del 1938 cercò invano per scongiurare un conflitto un accordo con la Germania e ricevette una promessa di assistenza materiale dalla la Jugoslavia e dalla Romania. Dopo l'occupazione della Cecoslovacchia nel 1939 da parte dell'esercito nazista fu costretto a fuggire in Francia e poi a Londra dove aderì al governo cecoslovacco in esilio.
Con la firma di un accordo militare sovietico-cecoslovacco del 18 luglio 1941 che prevedeva la costituzione di reparti cechi da impiegarsi contro i nazisti, Heliodor Píka divenne comandante della missione militare a Mosca.
Nel 1942, Píka organizzò con l'assistenza dell'Armata Rossa le prime unità cecoslovacca nel campo di addestramento di Buzuluku. Nel settembre 1943 la 1ª Brigata cecoslovacca fu impiegata in prima linea nella zona di Kiev, mentre nel mese di novembre Píka partecipò alla cerimonia della firma del trattato tra la Cecoslovacchia e l'Unione Sovietica.
Nel mese di agosto del 1944 Píka ottenne dal comando sovietico la fornitura di armi per gli insorti della Slovacchia, ma entrò ben presto in dissenso con i sovietici quando chiese inutilmente con la liberazione della Cecoslovacchia il comando militare per Ludvík Svoboda.
Nel maggio 1945, Heliodor Píka tornò a Praga, dove fu nominato vice direttore generale del personale dell‘esercito cecoslovacco. Durante questo periodo gli furono assegnate due onorificenze sovietiche.
Dopo il febbraio 1948 fu arrestato e accusato di alto tradimento per spionaggio a favore dell'Inghilterra. Sottoposto a processo fu condannato a morte e venne giustiziato il 21 giugno 1949 nel cortile del carcere di Plzeň Bory a Praga. Questa esecuzione è considerata il primo omicidio politico avvenuto non solo in Cecoslovacchia, ma anche negli altri paesi della sfera di influenza politica sovietica.
Nello stesso carcere in cui Heliodor Píka aspettava la condanna morte, fu pure incarcerato suo figlio Milan, che fu un pilota della Royal Air Force britannica durante il secondo conflitto mondiale.
Nel 1968, per volontà del presidente della Repubblica Ludvík Svoboda, il processo contro Píka fu revisionato dal tribunale militare supremo di Praga che stabilì la sua innocenza e lo riabilitò pienamente. Al contrario il regime socialista rifiutò di riconoscere i suoi meriti opponendosi fino al 1989.
Nel 1991 il presidente Václav Havel ha concesso l'onorificenza Milan Rastislav Štefánik alla memoria di Heliodor Píka per eccezionali meriti nella lotta per la liberazione del paese nella seconda guerra mondiale, mentre le autorità pubbliche gli hanno dedicato un monumento a Plzeň e nella città nativa di Štítina.